# Jamyang Khyentse Wangpo
Jamyang Khyentse Wangpo (Yaru Khyungchen Drag (Dilgo, Derge), 1820 - 1892) was een belangrijk Tibetaans tulku, boeddhistisch leraar en tertön. Hij was de medeoprichter en leider van de oecumenische Rimé-beweging van het Tibetaans boeddhisme. Andere oprichters waren Jamgon Kongtrül Lodrö Thaye en Choggyur Lingpa. Zijn mogelijk belangrijkste termaleer is de Rinchen Terzö.

## Levensloop
Op een leeftijd van twaalf jaar werd Wangpo erkend als de reïncarnatie van Jampa Namkha Chimey en kreeg hij de naam Jamyang Khyentse Wangpo Künga Tenpey Gyaltsen Pälsangpo.
Op zijn eenentwintigste ontving hij de volledige inwijding als monnik van Minling Khenchen Rigzin Sangpo in het klooster Mindroling. Bij elkaar kreeg hij les van meer dan 150 leraren die voortkwamen uit alle belangrijke scholen van het Tibetaans boeddhisme - sakya, gelug, kagyü en nyingma - die uit alle regio's van Tibet kwamen: U, Tsang, maar ook uit Oost-Tibet.

## Reïncarnaties
Na zijn dood werden meerdere reïncarnaties erkend, waaronder de reïncarnatie van het lichaam in Jamyang Khyentse Chökyi Lodrö, de reïncarnatie van de spraak in Beru Khyentse en de reïncarnatie in de geest in Dilgo Khyentse.
- Bibliothèque nationale de France: cb12226322s (data)
- Gemeinsame Normdatei: 1024146987
- International Standard Name Identifier: 0000 0000 8124 2933
- Library of Congress Control Number: n83207412
- Nederlandse Thesaurus van Auteursnamen: 303014970
- Système universitaire de documentation: 082964955
- Virtual International Authority File: 45686077
- WorldCat: E39PBJxWWQHm7xj4HXVG7PkxDq